# Porfina
La porfina è un macrociclo eterociclico costituito da quattro subunità di pirrolo legate tramite quattro ponti metinici =CH- posti in posizione alfa rispetto all'azoto dell'eterociclo. Possedendo un totale di 22 elettroni π delocalizzati, 18 dei quali sono impiegati in legami coniugati, la porfina rappresenta un composto aromatico eterociclico. I derivati della porfina, detti genericamente porfirine sono composti chimici dall'importante ruolo biologico.

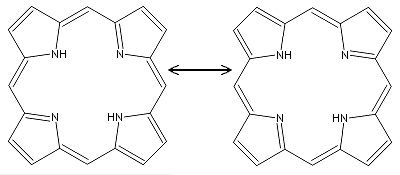
La porfina è un ibrido di risonanza tra due forme limiti